# Plessala
Plessala korábbi község Franciaországban, Côtes-d’Armor megyében. Lakosainak száma 1742 fő (2018. január 1.). Plessala Langast, La Motte, Plémet, Plémy, Saint-Gilles-du-Mené, Saint-Gouéno, Trébry és Trédaniel községekkel határos.
2016. január 1-jén hat másik korábbi községgel egyesült és az így létrejött Le Mené új község része lett.

## Népesség
A település népességének változása:
| Lakosok száma | 2233 | 2071 | 1979 | 1882 | 1821 | 1852 | 1897 | 1834 | 1677 | 1742 |
|               | 1962 | 1968 | 1982 | 1990 | 1999 | 2008 | 2011 | 2013 | 2017 | 2018 |